# Wilhelm Momma
Pour les articles homonymes, voir Momma (homonymie).
 (août 2021).
Wilhelm Momma (né le 9 octobre 1642 à Hambourg, mort le 9 septembre 1677 à Delft) est un théologien protestant allemand.

## Biographie
Momma, fils d'un homme d'affaires, apprend l'hébreu à Hambourg auprès d'Esdras Edzardus et étudie la théologie auprès de Johannes Cocceius à Leyde pendant cinq ans. Un voyage en France s'ensuit et après son retour en 1666, il est nommé premier pasteur de l'église réformée nouvellement fondée à Lübeck. Contre beaucoup de résistance, il œuvre ici pendant sept ans et écrit un ouvrage important sur la théologie fédérale. En 1674, Momma est nommé professeur de théologie à l'Akademisches Gymnasium de Hamm. Après seulement deux ans, il déménage à Middelbourg aux Pays-Bas en tant que pasteur. Cependant, le synode avec le gouverneur Guillaume III d'Orange-Nassau démet Momma de ses fonctions en février 1677, car il est disciple de Cocceius. Il rejoint son ami, le pasteur Willem Anslaer (1633-1694) à Delft et y poursuit ses études.
Ses ouvrages De varia conditione et statu Ecclesiae Dei sub Triplici Oeconomia, Patriarcharum, Ac Testamenti Veteris, & denique Novi, paru en 1673, et Praelectiones theologicae de adventu Schiloh, ad Genes. XLIX. 10. et de variis theologiae capitibus : opus posthumum, ouvrage posthume paru en 1683, sont mis à l’Index librorum prohibitorum le 10 juillet 1702 et le 11 septembre 1702.